# Francesco Curia

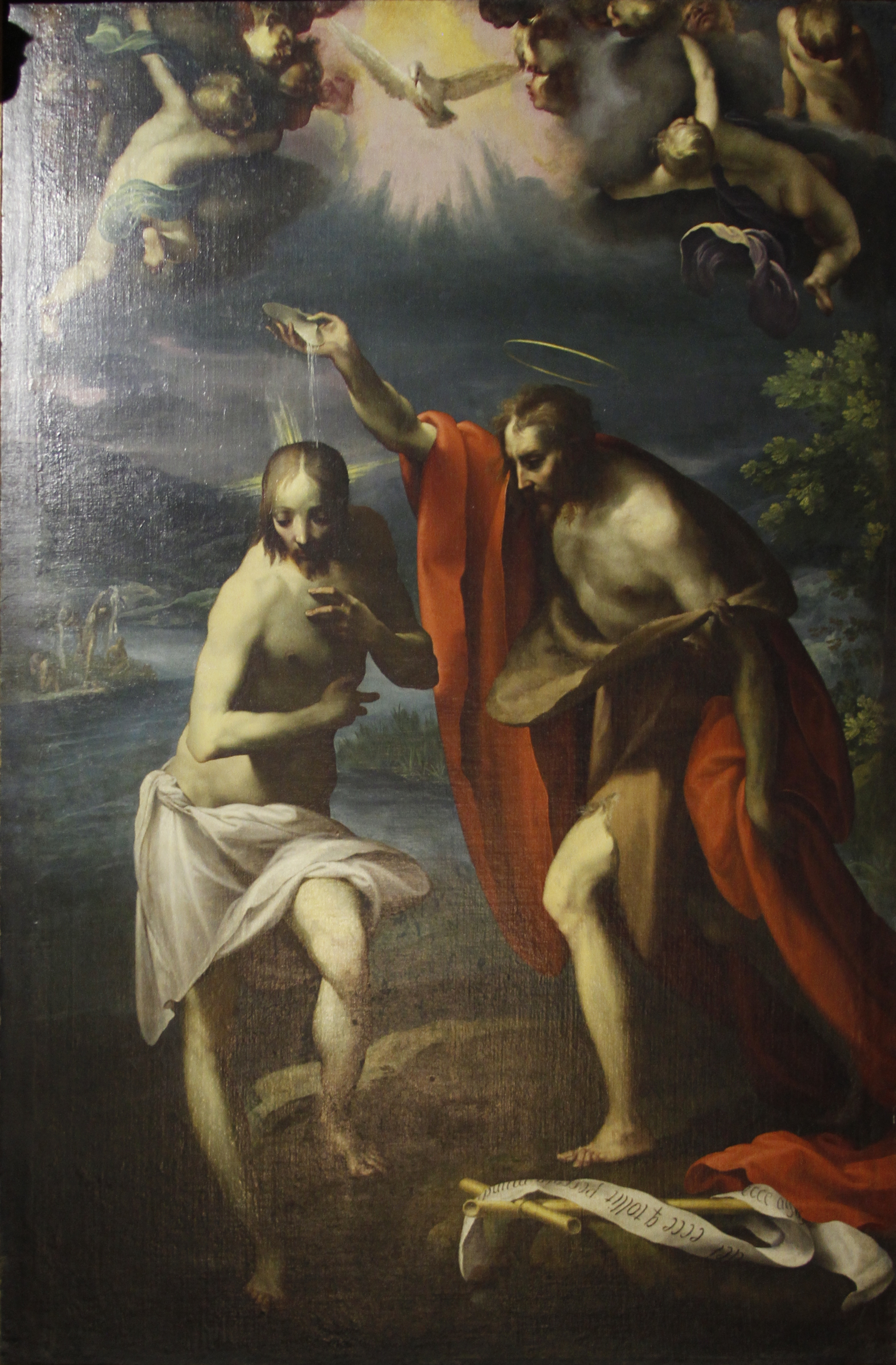
Taufe Christi, Dom von Neapel

Francesco Curia (nach 1550 – zwischen Juni und 20. September 1608 in Neapel)  war ein italienischer Maler des Manierismus, der zur neapolitanischen Schule gehörte.

## Leben
Er wurde vermutlich kurz nach 1550 geboren  und erhielt seine erste Ausbildung höchstwahrscheinlich von seinem Vater Michele, der auch Maler war, von dem sich jedoch keine Werke erhalten haben. Francesco arbeitete lange zusammen mit seinem Vater – nachweislich bis in die 1590er Jahre, als er schon längst selber ein anerkannter Maler war.
Ansonsten ist kaum etwas über Francesco Curia bekannt. Bernardo De Dominici (1743) berichtete vom Hörensagen, dass er (außerdem) ein Schüler von Giovan Filippo Criscuolo und von einem Schüler Raffaels gewesen sei (Dominici vermutete Leonardo di Pistoia, von dem sich jedoch keine Spuren im Werk Curias finden).  Danach sei Francesco nach Rom gegangen, um die Werke Raffaels zu studieren, und sei dabei unter den Einfluss des römischen Manierismus nach den Gebrüdern Zuccari geraten.
Als besondere Charakteristika von Curias Stil nannte schon De Dominici die Weichheit des Kolorits und die „noblen Einfälle“,  die an Correggio und Parmigianino erinnern.  Abbate sah auch Zusammenhänge mit dem weichen Stil (der „maniera addolcita“) des in Neapel wirkenden Niederländers Teodoro d’Errico, und stellt Curia in eine Reihe mit der „verfeinerten und raffinierten Eleganz des späten internationalen Manierismus“, wie er von Bartholomäus Spranger oder den Manieristen von Haarlem gepflegt wurde. Bologna (1959) wies auf Affinitäten zu Pompeo Cesura und dem Spanier Pedro Rubiales hin.
Das älteste erhaltene Gemälde von Curia ist die Madonna zwischen Jacobus Maior und Jacobus Minor in der neapolitanischen Kirche Santa Caterina a Formiello (der Altar als Ganzes ist mit 1586 datiert). Eines seiner Hauptwerke ist die Allegorie der Franziskaner (Allegoria francescana) in San Lorenzo Maggiore in Neapel, die Abbate zu den „großartigsten Werken der gesamten neapolitanischen Malerei des Cinquecento“ zählte, u. a. wegen ihrer „frei schweifenden Fantasie und subtilen manieristischen Eleganz“. Zugleich zeigt sich Curia in diesem Werk als hervorragender Porträtist, genau wie in der 1595 entstandenen Madonna dell'Arco der Cappella Trencha in San Giovanni a Carbonara, wo er gelungene Bildnisse der beiden Stifter Orazio Trencha und Cleria de Caprariis lieferte.

Weitere bekannte Werke von Francesco Curia sind die Verkündigung im Museum Capodimonte, die er ursprünglich 1597 für das Kloster Monteoliveto schuf, und die Marien-Allegorie (Allegoria mariana) an der Kassettendecke von Santa Maria la Nova, sowie die Taufe Christi im Dom von Neapel.
Curias Darstellung Jesu im Tempel in der Kirche Santa Maria della Pietà a Carbonara, die Celano 1692 als „das schönste, das edelste, das am feinsten durchdachte Bild“ bezeichnete, „das einem menschlichen Pinsel entspringen kann“,  wurde durch die Bombardierungen des Zweiten Weltkriegs fast völlig ruiniert.
Francesco Curia starb im Jahr 1608 irgendwann zwischen Juni und dem 20. September in Neapel.
Zu seinen Schülern soll Fabrizio Santafede gehört haben.

## Werke

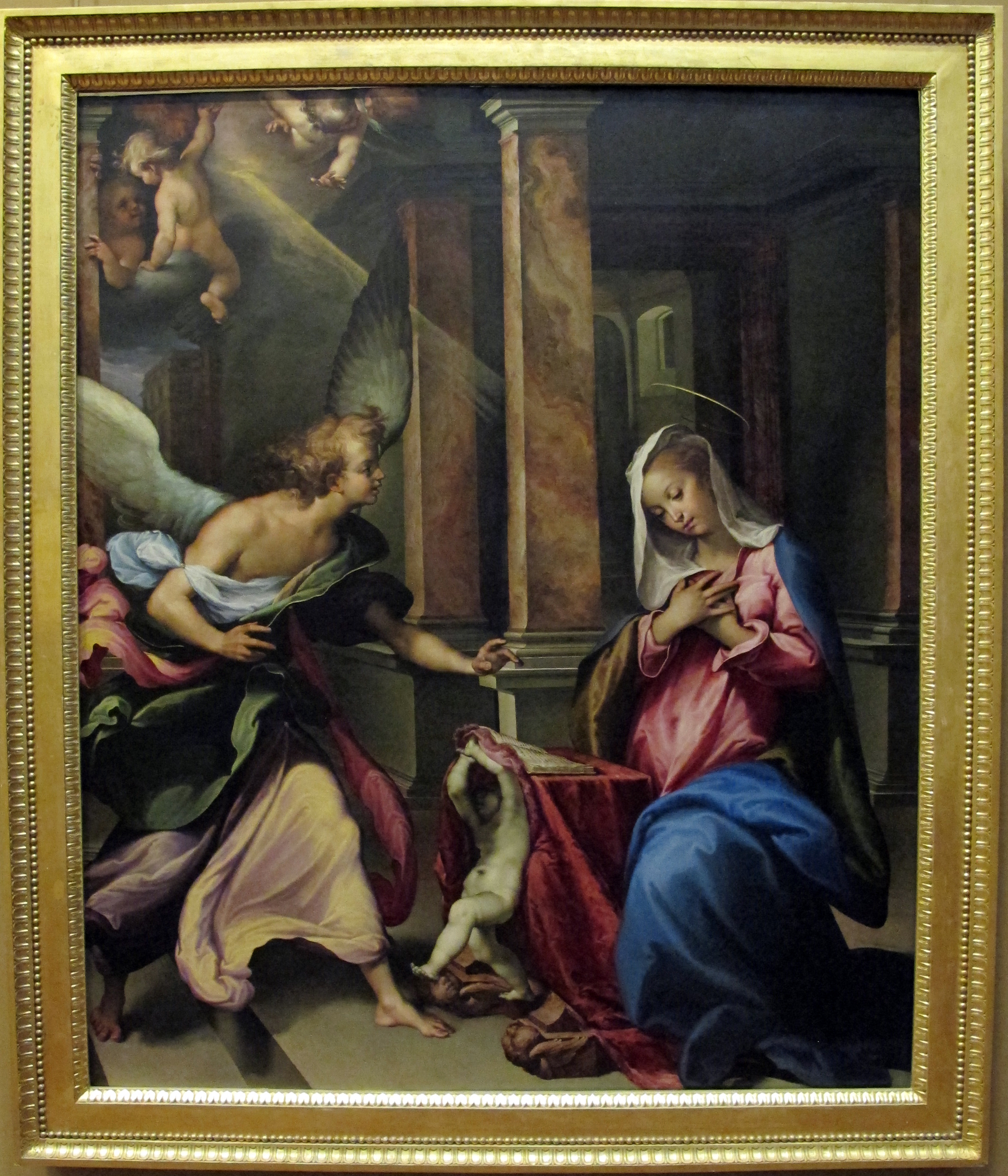
Verkündigung, 1597, Museo di Capodimonte, Neapel

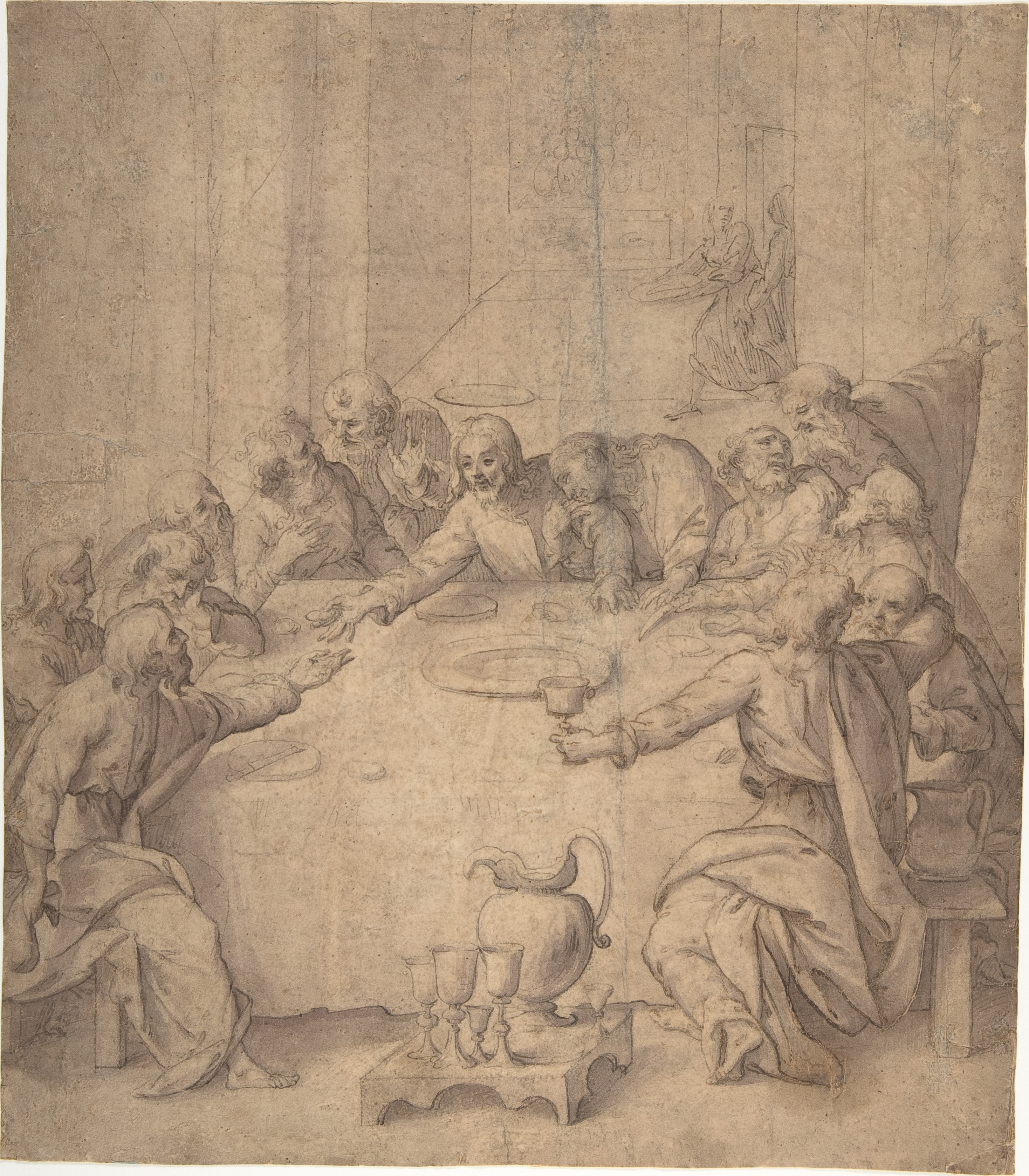
Das letzte Abendmahl, Metropolitan Museum, New York

Francesco Curia gehört zu den vergessenen Malern der Kunstgeschichte, wie eigentlich die gesamte Malerei in Neapel und Süditalien des 16. Jahrhunderts. Laut Camillo Tutini war Curia im 17. Jahrhundert „…so berühmt, dass man ihn mit jedem bedeutenden Maler der vergangenen Jahrhunderte vergleichen kann“. Doch später wurde er kaum noch beachtet. Erst Bologna bezeichnete ihn 1959 als „einen der brillantesten Geister des internationalen Manierismus“  und Francesco Abbate hielt ihn für „den größten Maler der 2. Hälfte des Cinquecento in ganz Süditalien“.
Werkliste nach Abbate:
- Madonna zwischen Jacobus Maior und Jacobus Minor, Santa Caterina a Formiello, Neapel (ca. 1586)
- Tondo Madonna mit Kind, angebetet von Engeln und vom Hl. Franziskus, San Lorenzo Maggiore, Neapel (zugeschrieben)
- Allegorie der Franziskaner (Allegoria francescana), San Lorenzo Maggiore, Neapel
- Madonna dell'Arco, Altarbild in der Cappella Trencha von San Giovanni a Carbonara, Neapel, um 1595
- Verkündigung, Museo di Capodimonte, Neapel (urspr. für das Kloster Monteoliveto), 1597
- Marien-Allegorie (Allegoria mariana), an der Decke von Santa Maria la Nova, Neapel
- Taufe Christi, Dom von Neapel
- Himmelfahrt Christi von Airola, 1600
- Madonna und Heilige von Prepezzano, heute: Museo diocesano, Salerno, 1601

Von Curia sind auch eine ganze Reihe von Zeichnungen erhalten.